# 2608 Seneca
2608 Seneca este un asteroid din grupul Amor, descoperit pe 17 februarie 1978 de Hans-Emil Schuster.